# Ľubiša
Ľubiša (in ungherese Szerelmes, in tedesco Liebwardsdorf) è un comune della Slovacchia facente parte del distretto di Humenné, nella regione di Prešov.
Fu citato per la prima volta nei documenti storici nel 1410 (con il nome di Libische). All'epoca costituiva un feudo dei Drugeth, signori di Humenné che la detennero fino al XVI secolo. Successivamente passò alla famiglia Andrássy.